# Вратислав II

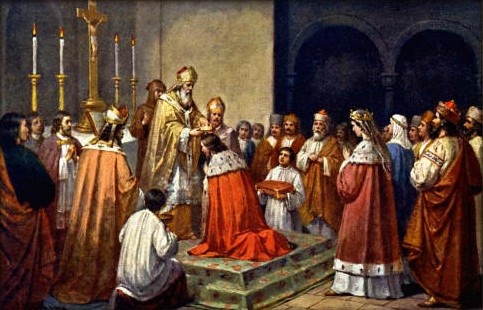
Коронация Вратислава II

Вратислав II (чеш. Vratislav II., 1035 — 14 января 1092) — князь (с 1061 года) и король (с 1086 года) Чехии (под именем Вратислав I).

## Биография
Вратислав II происходил из рода Пржемысловичей. Сын Бржетислава I и его жены, Юдит фон Швейнфурт из дома Бабенберг. После смерти отца (в 1055) году Вратислав правит как удельный князь из Оломоуца Моравией. Однако в результате распри со своим старшим братом Спытигневом II был вынужден бежать в Венгрию. При помощи венгерских войск Вратислав вскоре возвращает себе Моравию и Оломоуц. После примирения с Спытигневом и его смерти в 1061 году Вратислав II становится князем Чехии и переезжает в Прагу.
В течение всего своего правления Вратиславу приходится бороться с младшими братьями, особенно с Яромиром, ставшим епископом Праги (с 1068 года). Особое внимание князь уделял Моравии. Разделив на 2 части, Вратислав отдал её как удельные княжества младшим братьям Конраду и Оте. Также добился в 1063 году учреждения Оломоуцского епископства.
Свою резиденцию Вратислав перенёс из Градчан в Вышеград. Проводил внешнюю политику, в значительной степени основанную на заключении выгодных брачных союзов. Первой его женой была венгерская принцесса Аделаида. После её смерти Вратислав женится вторично на польской принцессе Сватаве, однако это не привело к улучшению сложных польско-чешских отношений; на границе между двумя странами продолжались вооружённые столкновения. В 1071 году император Священной Римской империи Генрих IV, вассалами которого являлись и Чехия, и Польша, пригласил Вратислава и польского короля Болеслава II в Мейсен, где заставил их заключить мир. Впрочем, вскоре Болеслав устроил набег на Чехию, и Генрих собирался организовать поход против Польши в 1072 году, чему, впрочем, помешали внутригерманские обстоятельства.
В это время Вратислав ввязывается в германские междоусобицы на стороне Генриха IV. Чешские войска участвуют в битвах при Хомбурге (1075) и Фларххейме (1080) годах, а также в походе в Италию. К этим войнам Вратислава постоянно добавлялись локальные войны на границах с Польшей и с Силезией. После победы Генриха над саксонскими мятежниками чешский князь получил в лен в 1076 году Лужицкую марку. Вскоре однако император передумал и забрал у Вратислава Лужицы, заменив их на Восточную марку (Австрийскую). В 1085 году, через три года управления ею, Вратислав вынужден был и от неё отказаться, получив взамен королевский титул (в Чехии и Польше). Королевская власть Вратислава над Польшей являлась чисто номинальной.
15 июня 1085 или 1086 года Вратислав II был коронован как чешский король в Праге трирским архиепископом Эгильбертом. Конец его правления ознаменовался враждой со старшим сыном Бржетиславом II, наследником.
Вратислав II умер в 1092 году от несчастного случая, упав с лошади во время охоты. В двух браках у него родились 4 сына (которые после смерти отца сразу вступили в борьбу за власть) и дочь Юдита, вышедшая замуж за Владислава I Германа. Похоронен король в Вышеграде.